# Dicranomyia tseni
Dicranomyia tseni là một loài ruồi trong họ Limoniidae. Chúng phân bố ở miền Cổ bắc.